# Városföld
Városföld je selo u središnjoj Mađarskoj.
Zauzima površinu od 62,87 km četvornih.

## Zemljopisni položaj
Nalazi se u regiji Južni Alföld, na 46°49' sjeverne zemljopisne širine i 19°46' istočne zemljopisne dužine, 12 km jugoistočno od Kečkemeta.

## Upravna organizacija
Upravno pripada kečkemetskoj mikroregiji u Bačko-kiškunskoj županiji. Poštanski broj je 6033.

## Promet
Városföld se nalazi na željezničkoj prometnici. U selu je i željeznička postaja.

## Stanovništvo
U Városföldu živi 2274 stanovnika (2001.). 

## Vanjske poveznice
- (mađ.) Légifotók Városföldről